# نولو
نولو (بالإنجليزية: Nowlu)‏ هي مستوطنة تقع في قسم انغوت الغربي الريفي في إيران. يقدر عدد سكانها بـ 150 نسمة .